# Hannicap Circus
Hannicap Circus ist das erste Soloalbum des US-amerikanischen Rappers Bizarre. Es erschien am 28. Juni 2005 über das Label Sanctuary Records.

## Produktion
Bei dem Album fungierten Max Cousse, Jeremy Geffen, Bizarre und Mathew Knowles als ausführende Produzenten. Die Musikproduzenten Hi-Tek und Mr. Porter produzierten je drei Lieder des Albums, während Ruk und TNyce zwei Instrumentals beisteuerten. Weitere Musik stammt von Eminem, Erick Sermon, Raphael Saadiq, Shea, Sicknotes, Chav Guevara, Sol Messiah, Shaphan Williams und J Thrill.

## Covergestaltung
Das Albumcover zeigt Bizarre, der oberkörperfrei auf einem Bett sitzt, eine weiße Nachtmütze trägt und den Betrachter anblickt. Im Hintergrund sind eine weitere Person, Kuscheltiere und ein Käfig mit einem weißen Huhn zu sehen. Oben im Bild steht der graue Schriftzug bizarre und links unten befindet sich der Titel Hanni Cap Circus in Gelb.

## Gastbeiträge
Auf zehn Titeln des Albums sind neben Bizarre andere Künstler vertreten. So ist der Rapper Eminem am Song Hip Hop beteiligt, während auf Fuck Your Life die Sängerin Sindee Syringe zu hören ist. Bizarres Rapgruppe D12 tritt auf dem Track Nuthin’ at All in Erscheinung und das Stück Ghetto Music ist eine Kollaboration mit den Rappern Swifty, stic.man und King Gordy. Die Rapper Devin the Dude, Big Boi und Kon Artis haben einen Gastauftritt bei Porno Bitches und Young Miles ist im Intro vertreten. Außerdem arbeitet Bizarre auf Doctor Doctor mit dem Rapper Obie Trice und dem Sänger Dion zusammen, während er auf Coming Home von dem Rapper Kuniva und dem Sänger Raphael Saadiq unterstützt wird. An den Skits Public Service Announcement und Life Styles sind zudem Jeff Bass bzw. Torrey Holloway beteiligt.

## Titelliste
| #  | Titel                              | Gastmusiker                        | Produzent        | Länge |
| -- | ---------------------------------- | ---------------------------------- | ---------------- | ----- |
| 1  | Public Service Announcement (Skit) | Jeff Bass                          |                  | 0:26  |
| 2  | Intro                              | Young Miles                        | Ruk, TNyce       | 1:38  |
| 3  | Gospel Weed Song                   |                                    | Shea             | 3:35  |
| 4  | Fuck Your Life                     | Sindee Syringe                     | Mr. Porter       | 4:29  |
| 5  | Fat Father (Skit)                  |                                    |                  | 1:46  |
| 6  | Let the Record Skip                |                                    | Ruk, TNyce       | 2:45  |
| 7  | I’m in Luv Witchu                  |                                    | Hi-Tek           | 2:44  |
| 8  | Rockstar                           |                                    | Eminem           | 3:01  |
| 9  | Ghetto Music                       | Swifty, stic.man, King Gordy       | Sicknotes        | 4:33  |
| 10 | Life Styles (Skit)                 | Torrey Holloway                    |                  | 1:22  |
| 11 | I’m So Cool                        |                                    | Chav Guevara     | 4:18  |
| 12 | Porno Bitches                      | Devin the Dude, Big Boi, Kon Artis | Mr. Porter       | 4:38  |
| 13 | Crush on You                       |                                    | Sol Messiah      | 2:54  |
| 14 | Bad Day                            |                                    | Erick Sermon     | 5:08  |
| 15 | I Need a Friend                    |                                    | Shaphan Williams | 2:57  |
| 16 | One Chance                         |                                    | J Thrill         | 4:03  |
| 17 | Hip Hop                            | Eminem                             | Hi-Tek           | 4:31  |
| 18 | Doctor Doctor                      | Obie Trice, Dion                   | Hi-Tek           | 3:43  |
| 19 | Coming Home                        | Raphael Saadiq, Kuniva             | Raphael Saadiq   | 3:46  |
| 20 | Nuthin’ at All                     | D12                                | Mr. Porter       | 4:28  |

## Chartplatzierungen und Singles
Hannicap Circus stieg am 16. Juli 2005 in die US-amerikanischen Albumcharts ein und erreichte mit Platz 48 die Höchstposition, wobei es sich drei Wochen in den Top 200 hielt. Auch im Vereinigten Königreich erreichte das Album die Charts und belegte Rang 43, während es in Deutschland die Top 100 verpasste.
Als Single wurde am 20. Juni 2005 das Lied Rockstar ausgekoppelt, das Platz 93 der deutschen Charts erreichte.

## Rezeption
André Depcke von der Internetseite cdstarts.de bewertete Hannicap Circus mit acht von möglichen zehn Punkten. Er attestiert Bizarre einen „herrlich kranken Humor“ und „köstliche Texte“, die das Album „so hörenswert machen“.